# Кенорис
Кенорис (каз. Кеңөріс ауылы, до 2006 г. — Карма́ново) — село в Махамбетском районе Атырауской области Казахстана. Входит в состав Актогайского сельского округа. Код КАТО — 235634300.

## История
Первоначально форпост. Посёлок Кармановский входил в 3-й Гурьевский военный отдел и относился к Яманхалинской станице Уральского казачьего войска. Не путать с форпостом Кармановским на берегу р. Кушум (ныне – село Кыркопа в Жангалинском районе Западно-Казахстанской области).

## Население
В 1999 году население села составляло 62 человека (30 мужчин и 32 женщины). По данным переписи 2009 года, в селе проживало 57 человек (32 мужчины и 25 женщин).